# Life & Casualty Tower
Der Life & Casualty Tower ist ein Wolkenkratzer in Nashville, Tennessee. Er hat eine Gesamthöhe von 152,5 m und war bei seiner Eröffnung 1957 das erste Hochhaus in Nashville. Das Gebäude wurde vom Architekten Edwin Keeble entworfen und hat 30 Etagen. Bis 1965 war er auch das höchste Gebäude in Tennessee, bis es vom 100 North Main in Memphis abgelöst wurde.
Die Hauptbaustoffe sind Kalkstein, Granit und grünes Glas für die Fenster.